# Hipparchia ohshimai
Hipparchia ohshimai är en fjärilsart som beskrevs av Teiso Esaki 1936. Hipparchia ohshimai ingår i släktet Hipparchia och familjen praktfjärilar. Inga underarter finns listade i Catalogue of Life.